# Ngwei II
Ngwei II est un village du Cameroun, rattaché à la commune de Pouma, situé dans le département de la Sanaga-Maritime et la région du Littoral, situé sur la route qui lie Edéa à Pouma, à 6 km de Pouma.

## Population et développement
En 1967, la population de Ngwei II était de 324 habitants, essentiellement des Bassa. La population de Ngwei II était de 292 habitants dont 152 hommes et 140 femmes, lors du recensement de 2005.  